# Star Wars: The Clone Wars (bande originale)
Cet article concerne la bande originale du long-métrage d'animation Star Wars: The Clone Wars. Pour la bande originale de la série d'animation de synthèse, voir Star Wars: The Clone Wars (série télévisée d'animation)#Bande originale.
Albums de Kevin Kiner
Dance War: Bruno vs. Carrie Ann
(2008) Grave Misconduct
(2008)
Bandes originales de Star Wars
La Revanche des Sith
(2005) Le Réveil de la Force
(2015)
La bande originale de Star Wars: The Clone Wars a été composée par Kevin Kiner, et a été interprétée par l'Orchestre philharmonique de Prague. L'album est sorti le 12 août 2008.

## Liste des titres
| 1.      | Star Wars Main Title & A Galaxy Divided | 1:13 |
| 2.      | Admiral Yularen                         | 0:56 |
| 3.      | Battle of Christophsis                  | 3:19 |
| 4.      | Meet Ahsoka                             | 2:44 |
| 5.      | Obi-Wan To The Rescue                   | 1:24 |
| 6.      | Sneaking Under The Shield               | 4:24 |
| 7.      | Jabba's Palace                          | 0:45 |
| 8.      | Anakin vs. Dooku                        | 2:18 |
| 9.      | Landing on Teth                         | 1:43 |
| 10.     | Destroying The Shield                   | 3:08 |
| 11.     | B'omarr Monastery                       | 3:10 |
| 12.     | General Loathsom / Battle Strategy      | 3:07 |
| 13.     | The Shield                              | 1:36 |
| 14.     | Battle of Teth                          | 2:45 |
| 15.     | Jedi Don't Run!                         | 1:22 |
| 16.     | Obi-Wan's Negotiation                   | 2:07 |
| 17.     | The Jedi Council                        | 2:04 |
| 18.     | General Loathsom / Ahsoka               | 3:39 |
| 19.     | Jabba's Chamber Dance                   | 0:42 |
| 20.     | Ziro Surrounded                         | 2:20 |
| 21.     | Scaling The Cliff                       | 0:45 |
| 22.     | Ziro's Nightclub Band                   | 0:53 |
| 23.     | Seedy City Swing                        | 0:34 |
| 24.     | Escape From The Monastery               | 3:12 |
| 25.     | Infiltrating Ziro's Lair                | 2:21 |
| 26.     | Courtyard Fight                         | 2:41 |
| 27.     | Dunes of Tatooine                       | 2:00 |
| 28.     | Rough Landing                           | 3:03 |
| 29.     | Padmé Imprisoned                        | 0:50 |
| 30.     | Dooku Speaks With Jabba                 | 1:28 |
| 31.     | Fight to the End                        | 3:59 |
| 32.     | End Credits                             | 0:51 |
| 1:07:39 |                                         |      |